# إلغين

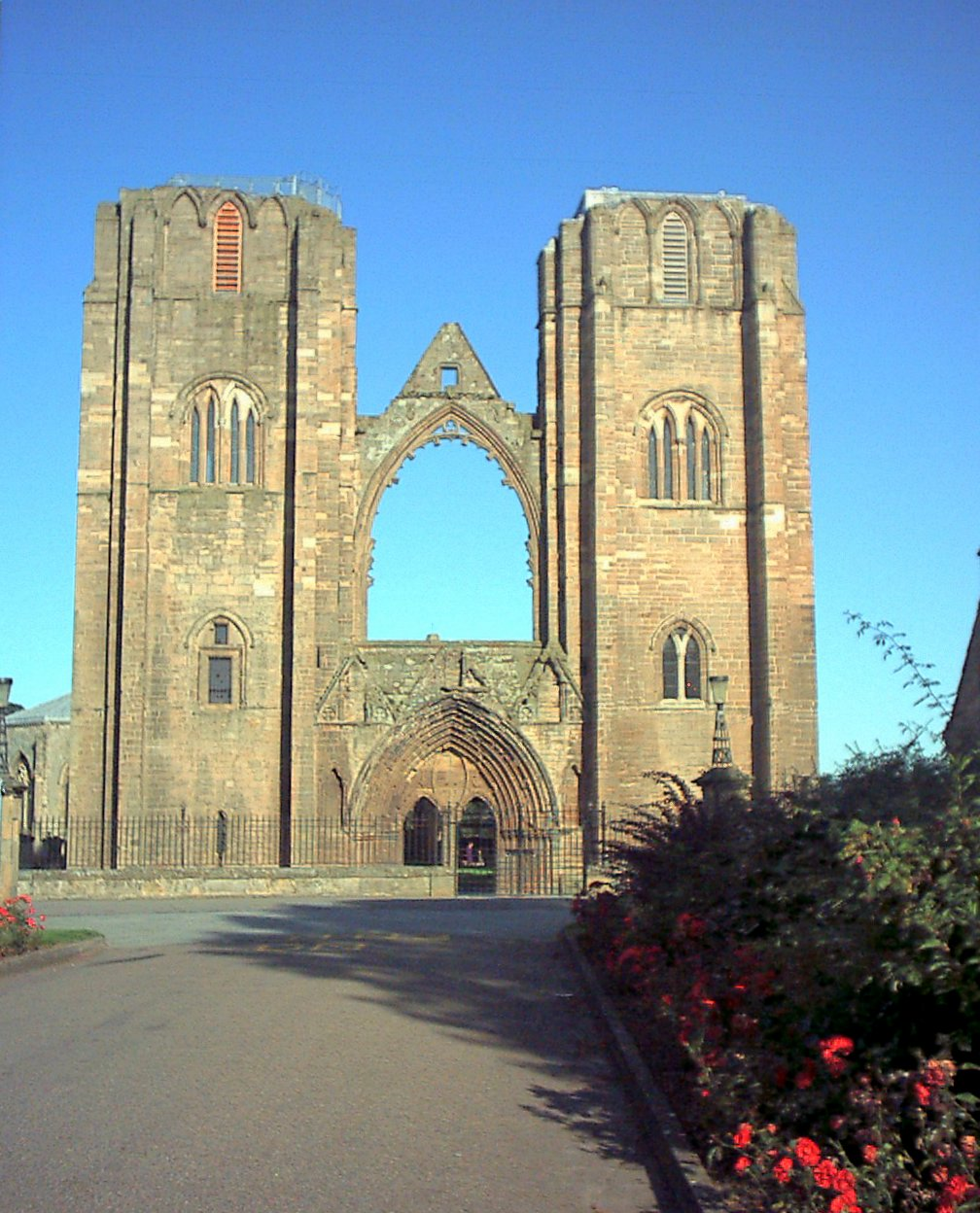
كاتدرائية إلغين

إلغين (بالإنجليزية: Elgin؛ بالغالية:Eilginn؛ بالسكوتس:Ailgin; بالغالية  :Eilginn)‏ هي مدينة في إقليم موراي في اسكتلندا، وهي المركز الإداري والتجاري للإقليم.

## المناخ
يظهر الجدول التالي التغييرات المناخية على مدار السنة لإلغين:
| البيانات المناخية لـإلغين         | البيانات المناخية لـإلغين | البيانات المناخية لـإلغين | البيانات المناخية لـإلغين | البيانات المناخية لـإلغين | البيانات المناخية لـإلغين | البيانات المناخية لـإلغين | البيانات المناخية لـإلغين | البيانات المناخية لـإلغين | البيانات المناخية لـإلغين | البيانات المناخية لـإلغين | البيانات المناخية لـإلغين | البيانات المناخية لـإلغين | البيانات المناخية لـإلغين |
| الشهر                             | يناير                     | فبراير                    | مارس                      | أبريل                     | مايو                      | يونيو                     | يوليو                     | أغسطس                     | سبتمبر                    | أكتوبر                    | نوفمبر                    | ديسمبر                    | المعدل السنوي             |
| --------------------------------- | ------------------------- | ------------------------- | ------------------------- | ------------------------- | ------------------------- | ------------------------- | ------------------------- | ------------------------- | ------------------------- | ------------------------- | ------------------------- | ------------------------- | ------------------------- |
| متوسط درجة الحرارة الكبرى °م (°ف) | 6.8 (44.2)                | 7.2 (45.0)                | 9.1 (48.4)                | 11.2 (52.2)               | 13.8 (56.8)               | 16.1 (61.0)               | 18.5 (65.3)               | 18.2 (64.8)               | 16.0 (60.8)               | 12.7 (54.9)               | 9.3 (48.7)                | 6.7 (44.1)                | 12.1 (53.9)               |
| متوسط درجة الحرارة الصغرى °م (°ف) | 0.4 (32.7)                | 0.6 (33.1)                | 1.9 (35.4)                | 3.6 (38.5)                | 5.9 (42.6)                | 8.9 (48.0)                | 10.8 (51.4)               | 10.6 (51.1)               | 8.5 (47.3)                | 5.7 (42.3)                | 2.8 (37.0)                | 0.2 (32.4)                | 5.0 (41.0)                |
| الهطول مم (إنش)                   | 54.2 (2.13)               | 45.9 (1.81)               | 48.2 (1.90)               | 40.9 (1.61)               | 48.4 (1.91)               | 55.7 (2.19)               | 58.9 (2.32)               | 61.9 (2.44)               | 70.1 (2.76)               | 73.9 (2.91)               | 62.0 (2.44)               | 52.6 (2.07)               | 672.7 (26.49)             |
| متوسط أيام هطول الأمطار (≥ 1 mm)  | 11.9                      | 9.9                       | 11.9                      | 9.6                       | 9.7                       | 10.9                      | 10.7                      | 11.5                      | 11.7                      | 13.2                      | 12.6                      | 11.9                      | 135.5                     |
| المصدر: مكتب الأرصاد الجوية       |                           |                           |                           |                           |                           |                           |                           |                           |                           |                           |                           |                           |                           |

## توأمة
لإلغين اتفاقيات توأمة مع:
- لاندسهوت (1956 - )

## أعلام
- ويليام إدمونستون آيتون
- أنتوني بس
- جيمي مونرو
- إف. إف. بروس
- روبرت هاميلتون
- دنكان الأول
- كيفين ماكيد
- ماريو كونتي
- هيلين جنكينز